# Madhesa
Madhesa (en népalais : मधेशा) est un comité de développement villageois du Népal situé dans le district de Sunsari. Au recensement de 2011, il comptait 6 022 habitants.